# Yongnuo
Yongnuo（カタカナ：ヨンヌオ、中国語：永諾、英語：Yongnuo）は、中国広東省深圳市にある永諾撮影器材株式会社が販売する撮影機器のブランドである。主にカメラレンズ、テレコンバーター、カメラ用フラッシュ、ケーブルレリーズ、その他の写真機器を製造している  。キヤノン，ニコンのレンズ交換式カメラに対応する単焦点レンズを製造している  。

## ミラーレスカメラ
4G接続を備えたAndroidスマートフォンベースのミラーレス一眼カメラを開発している。
- YN450 - 2019年発売。キヤノンEFレンズマウントを採用した同社初のミラーレスカメラ。Snapdragon 625にAndroid 7.1を搭載している[4][5]。AFに対応。センサーサイズはマイクロフォーサーズを採用している。
- YN450M -  2020年発売。マイクロフォーサーズシステムを採用。ベースはYN450と同等 [6]。

## レンズ

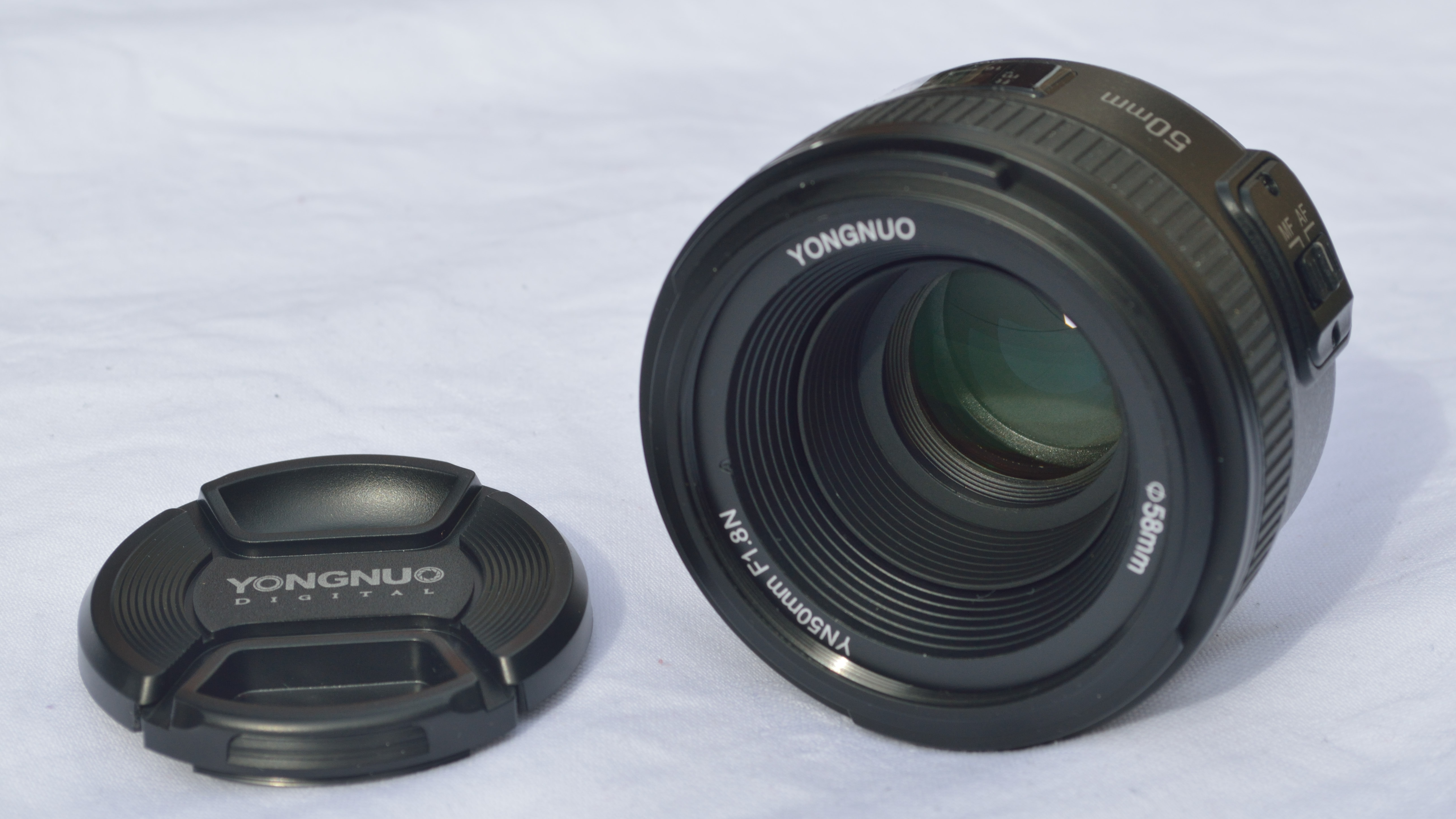
YN50mm F1.8N、ニコンFマウント用の単焦点レンズ

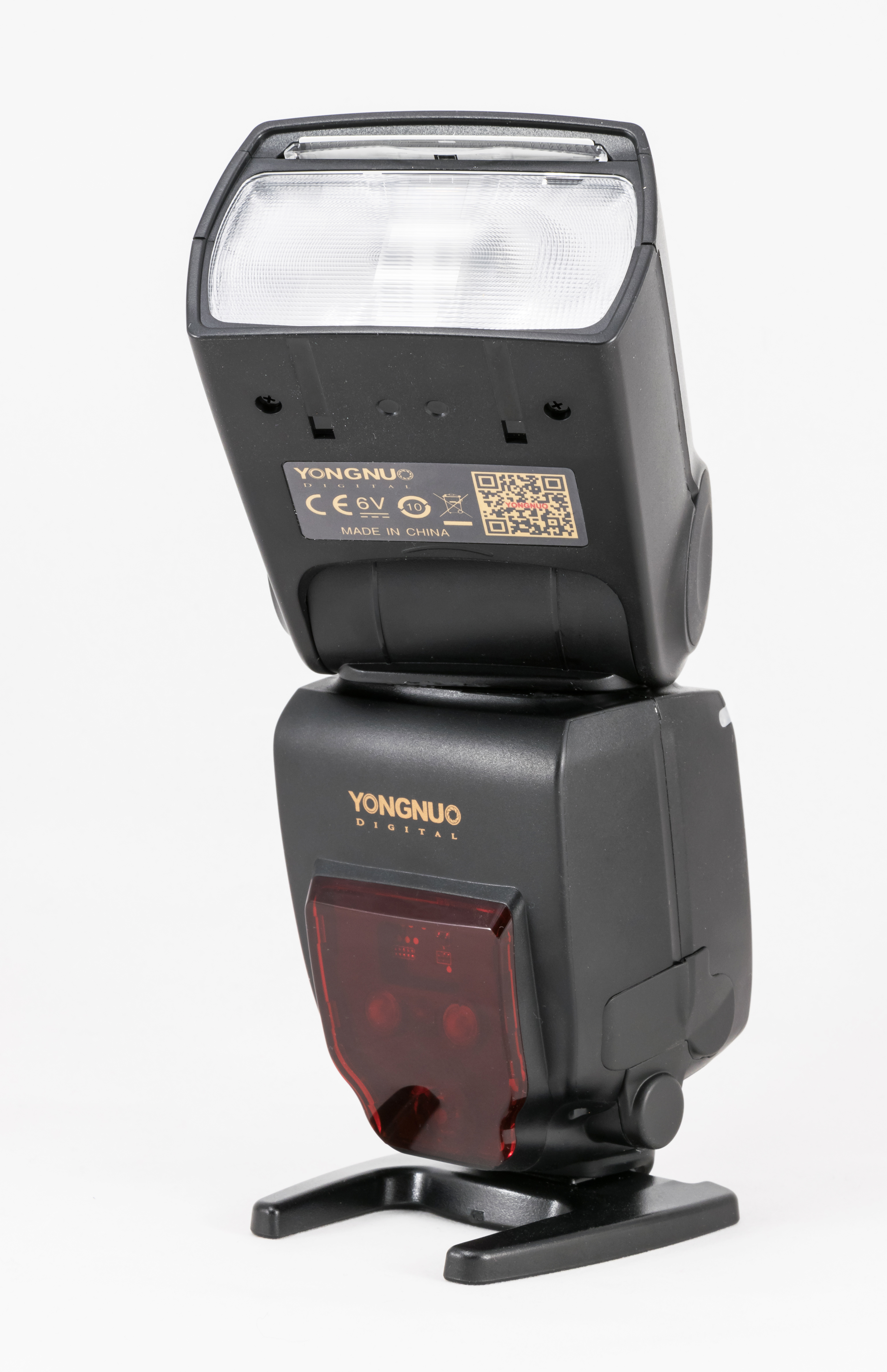
Yongnuo YN685フラッシュ

ほとんどのレンズがAFに対応している。

### 単焦点レンズ
- YN 100mm F2 - ニコンFマウント，キヤノンEFマウントに対応。フルサイズ対応。USB端子を搭載しており，ファームウェアアップなどに対応する。
- YN 85mm F1.8 - ニコンFマウント，キヤノンEFマウントに対応。フルサイズ対応。
- YN 60mm F2 MF - ニコンFマウント，キヤノンEFマウントに対応。フルサイズ対応。マニュアルフォーカスのみ。
- YN 50mm F1.8 - ニコンFマウント，キヤノンEFマウントに対応。フルサイズ対応。
- YN 50mm F1.8 II [7] - ニコンFマウント，キヤノンEFマウントに対応。フルサイズ対応。
- YN 50mm F1.4 - キヤノンEFマウントに対応。フルサイズ対応。
- YN 50mm F1.4 E II [8] - ニコンFマウントに対応。フルサイズ対応。
- YN 40mm F2.8[7] - ニコンFマウントに対応。フルサイズ対応。USB端子を搭載しており，ファームウェアアップなどに対応する。
- YN 35mm F2.0 - ニコンFマウント，キヤノンEFマウントに対応。フルサイズ対応。
- YN 35mm F1.4C DF UWM [9] - キヤノンEFマウントに対応。フルサイズ対応。
- YN 14mm F2.8 - ニコンFマウント，キヤノンEFマウントに対応。フルサイズ対応。
- YN 42.5mm F1.7 - マイクロフォーサーズに対応。

## フラッシュ
カメラ用ストロボの他，マクロレンズ専用のリングライト，ビデオ撮影用LEDライトなど幅広いラインナップを揃えている。

## 引用
1. ↑  “Company profile”.   Yongnuo. 2019年2月13日閲覧。
2. ↑  Westlake, Andy (2018年7月25日). “Cheap Creative Lenses under £200”. Amateur Photographer 2019年2月14日閲覧。
3. ↑  Moyen, Motek (2019年2月19日). “Why Nikon And Canon Should Lower Prices Of Their Lenses And Camera Accessories”. Seeking Alpha 2019年2月26日閲覧。
4. ↑  Chacksfield, Marc (2018年11月5日). “The ultimate camera phone? Yongnuo's mirrorless camera runs Android and uses Canon lenses”. Digital Camera World 2019年2月14日閲覧。
5. ↑  あーる. “【YONGNUO YN450】待望のスマートフォンミラーレスYONGNUO YN450レビュー。待ちきれなかったので深圳まで触りに行ってインタビューしてきました”. ChinaR(ちなーる). 2021年5月4日閲覧。
6. ↑  Aldred, John (2020年3月12日). “Yongnuo to release the YN450M - A Micro Four Thirds version of their Android-powered mirrorless camera”. DIYPhotography 2020年10月23日閲覧。
7. 1 2  Cade, DL (2018年5月14日). “Yongnuo unveils YN50mm F1.8 II: Version 2 of its 'Nifty Fifty' clone”. Digital Photography Review 2019年2月16日閲覧。
8. ↑  Gaz, Bryan (2018年8月21日). “Yongnuo releases 50mm F1.4 for Nikon F-mount”. Digital Photography Review 2019年2月16日閲覧。
9. ↑  Carey, Louise (2019年8月20日). “Yongnuo announces YN 35mm f/1.4C DF UWM lens for Canon full frame DSLRs”. Digital Camera World 2019年9月13日閲覧。